# Unión Deportiva España
Maillots
L'Unión Deportiva España de Tánger (UDET) (en arabe : إتحاد طنجة الإسبانية الرياضي), plus couramment abrégé en España-Tánger est un ancien club hispano-marocain de football fondé en 1936 par les espagnols de Tanger.

## Histoire

### Avant l'indépendance
Le club a évolué en deuxième division espagnole dans les années 1940, où il a joué 3 fois.

### Après l'indépendance
Après l'indépendance du Maroc, le club fusionne avec le club local de la ville d'Algésiras, l’Algeciras CF pour créer l’España de Algeciras CF en 1956. Ce dernier change de nom une année plus tard et devient l'Algeciras CF.